# Trzy Biskupstwa

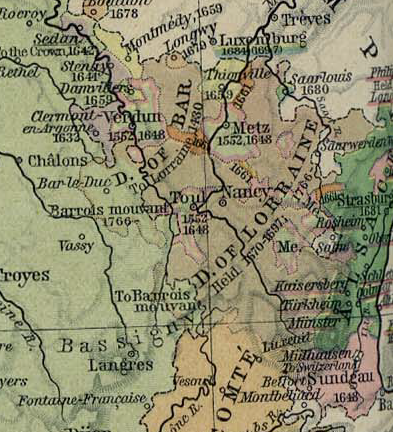
Mapa Trzech Biskupstw

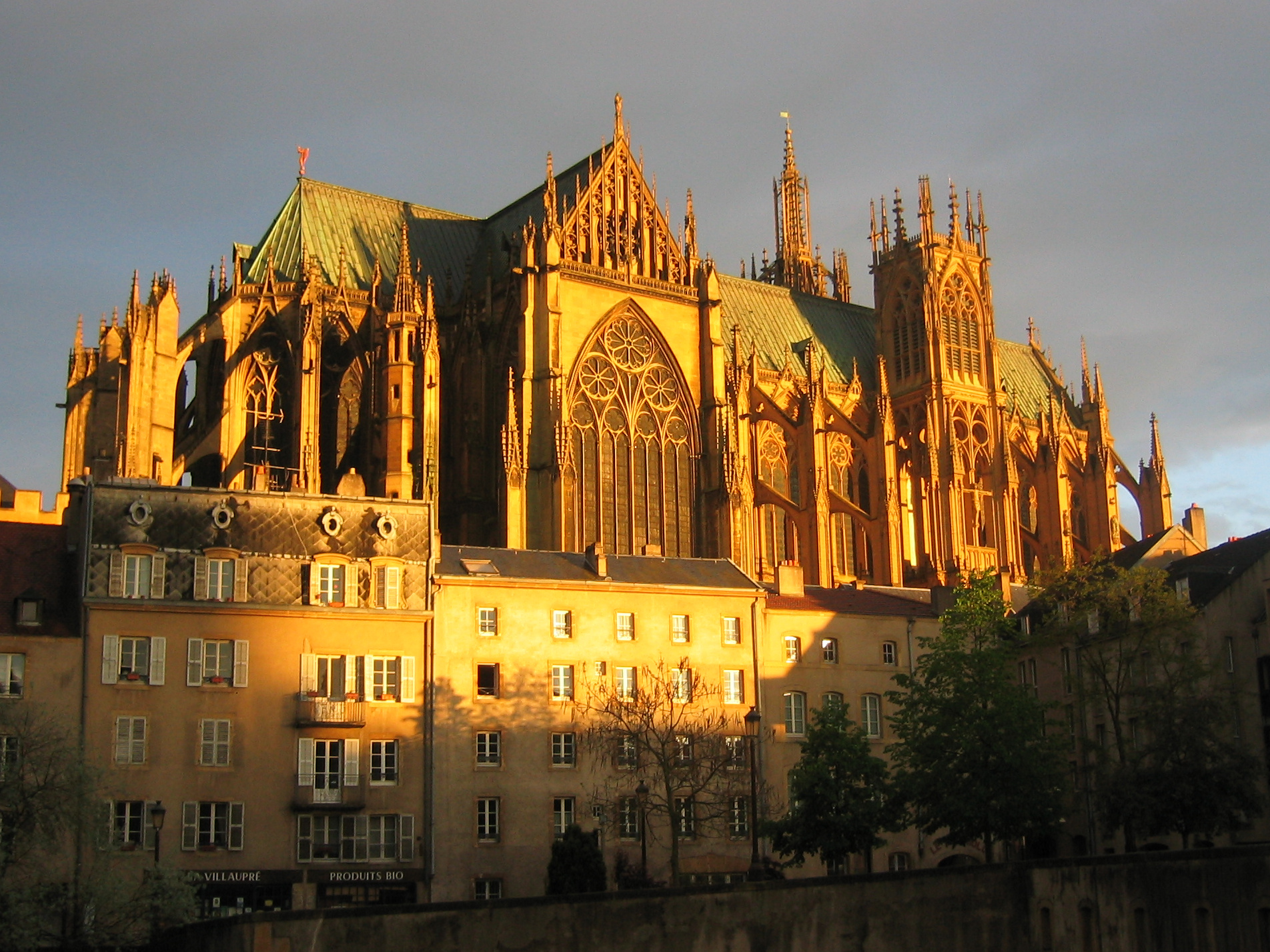
Katedra w Metzu

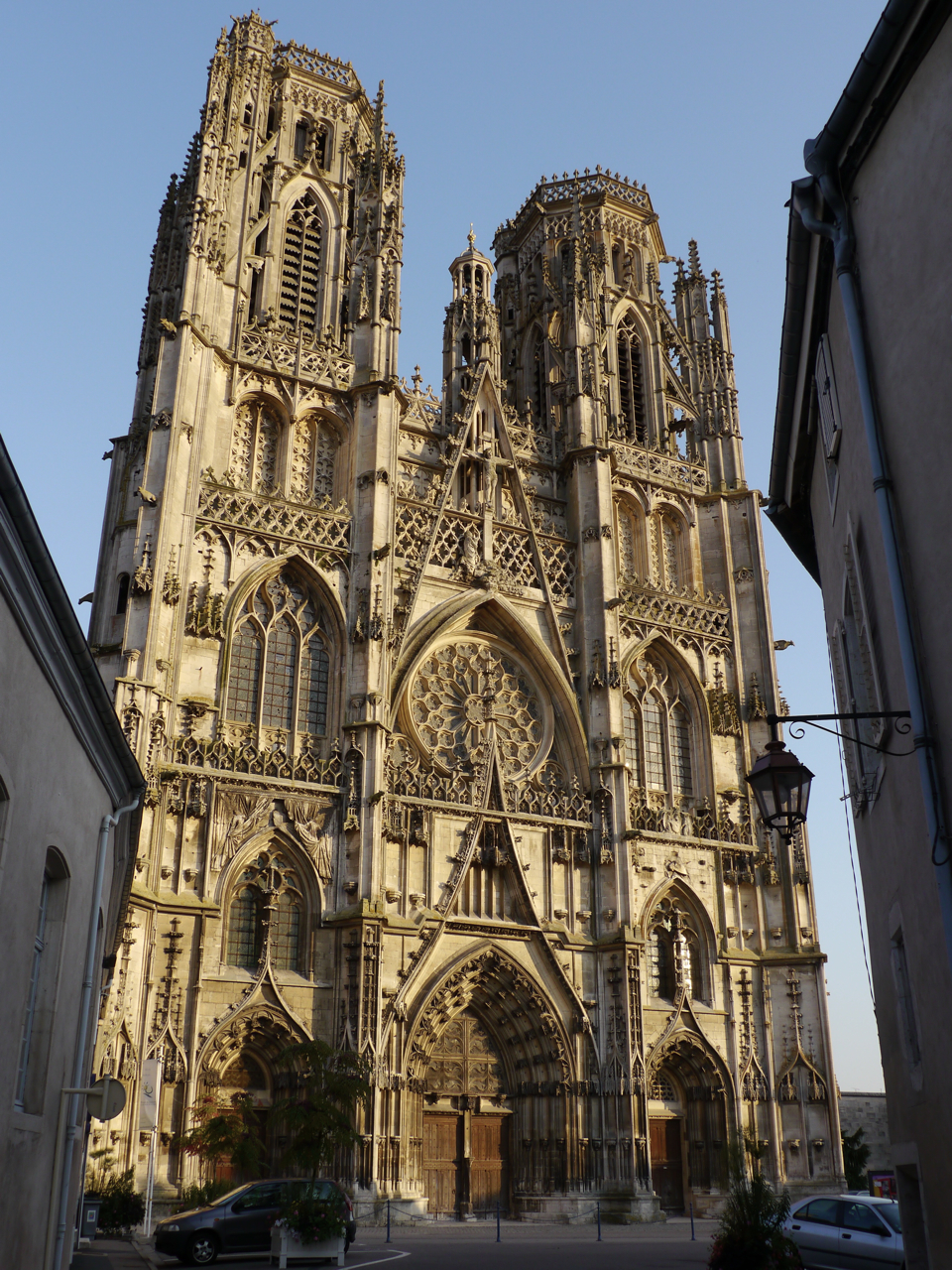
Katedra w Toulu

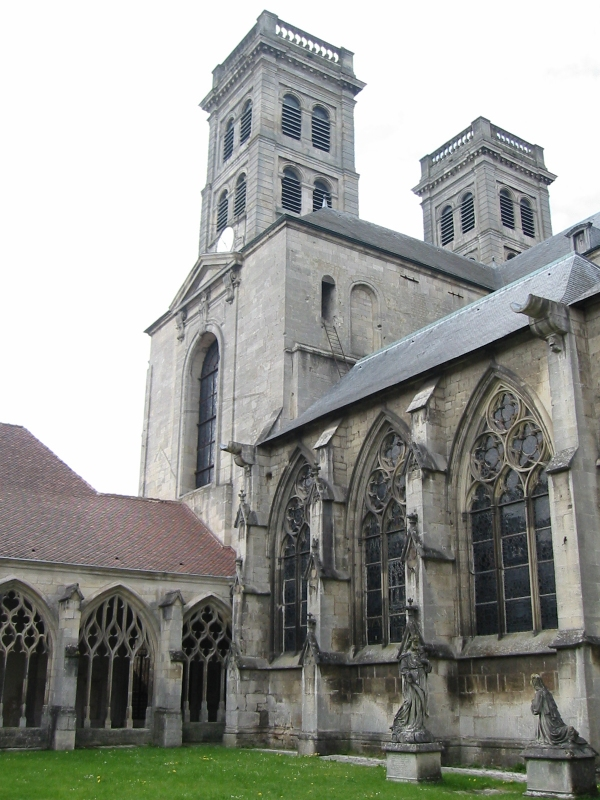
Katedra w Verdun

Trzy Biskupstwa (fr. Trois-Évêchés) były terytoriami podległymi biskupom Metzu, Toulu i Verdun. Przynależały do Świętego Cesarstwa Rzymskiego, następnie były okupowane przez Henryka II, króla Francji w 1552 i pozostawały pod zwierzchnictwem francuskim aż do ich ostatecznej aneksji do Francji w 1648 w wyniku traktatu westfalskiego. Wraz z księstwem Bar i księstwem Lotaryngii były częścią ciekawej mozaiki terytorialnej i trwałym źródłem konfliktu.

## Geneza
W 1551 niemieccy książęta protestanccy Maurycy Saski, Wilhelm Heski, Jan Albrecht Meklemburski i Jerzy Fryderyk Brandenburski w walce przeciw Karolowi V zwrócili się o pomoc do króla Francji Henryka II. W Lochau, niedaleko Torgau, podpisano układ, który przewidywał finansowy i militarny udział Francji w walkach. Traktat zatwierdzony w Chambord 15 stycznia 1552 zakładał, że król Henryk II zajmie, dla celów strategicznych, cesarskie biskupstwa Metz, Toul i Verdun „oraz inne miasta Cesarstwa nie mówiące po niemiecku”.
Na „podróż niemiecką” król Henryk wyruszył jako „obrońca germańskich wolności”. W niedzielę palmową 1552 oddziały francuskie wkroczyły przez otwarte bramy do Metzu, bogatego miasta handlowego, rządzonego przez oligarchię arystokratyczną.
Następnie sam król udał się do Toulu i Nancy, gdzie obalił księżną-regentkę lotaryńską i zabrał małego księcia Karola, by wychować go na dworze Francji. Po „radosnym wejściu” do Metzu w Poniedziałek Wielkanocny, król podążył dalej w stronę Renu, nie będąc jednak w stanie opanować Strasburga.
Metz, ufortyfikowane i bronione przez Franciszka Gwizjusza, oparło się Karolowi V, który odstąpił od oblężenia 2 stycznia 1553. Przed swoją śmiercią pięć lat później cesarz zdążył zrezygnować z dochodzenia swoich roszczeń. „Gdyby otworzono moje serce, znalazłoby się tam imię Metz”, miał powiedzieć.
W latach 1552–1648 w Metzu, Toulu i Verdun, złączonych przez nową konstrukcję dyplomatyczną w Trzy Biskupstwa, powstał nietypowy ustrój protekcji, w którym dawne władze miast funkcjonujące w czasach Cesarstwa były stopniowo pochłaniane przez organizmy wprowadzane przez administrację królewską. Miastom przypisano stały garnizon, choć oficjalnie suwerenem pozostawał cesarz. Pod silnym naciskiem kardynała Richelieu parlament, stworzony w Metzu w 1633, stał się najaktywniejszym motorem postępu władzy królewskiej, pozbawiając wpływów władze biskupie i arystokratyczne.
Edykt z grudnia 1633 zniósł pieczęcie miast oraz orła z rozpostartymi skrzydłami, którego Metz, Toul i Verdun, jako miasta cesarstwa, miały prawo umieszczać w swych herbach. Wtedy także nałożono, z dużą stratą dla ludności, podatek od soli – gabelle. Parlament, przeniesiony początkowo do Toulu, powrócił do Metzu decyzją intendenta – reprezentanta króla.
W 1648 pokój westfalski potwierdził cesję Trzech Biskupstw przez Cesarstwo. W momencie wstąpienia na tron Ludwik XIV, potwierdzając przywileje miast, łączył Trzy Biskupstwa pod mianem „swoich dobrych i wiernych poddanych”.
Biskupstwo Saint-Dié, utworzone w 1777 i nazywane często czwartym biskupstwem lotaryńskim, nie wchodzi w zakres historycznego pojęcia Trzech Biskupstw.